# М (фильм, 1931)
«М» (нем. M) — художественный фильм режиссёра Фрица Ланга, созданный в 1931 году; фильм стал первой звуковой картиной Ланга. Классический триллер о маньяке-убийце, предвосхитивший многие стилистические находки фильмов-нуар. Сюжет фильма основан на реальных событиях дела маньяка-убийцы Петера Кюртена из Дюссельдорфа.
Первоначально фильм планировалось назвать «Mörder unter uns» («Убийца среди нас»), но ещё в ходе съёмок Ланг решил назвать фильм однобуквенным сокращением «М». Фильм выходил также под названием «M — Eine Stadt sucht einen Mörder» («М — город ищет убийцу»). На DVD фильм иногда издаётся под названием «М — убийца».
По результатам голосования пользователей IMDb фильм устойчиво находится в первой сотне величайших кинофильмов в истории.

## Сюжет
В Берлине полиция сбилась с ног, пытаясь найти маньяка, убившего нескольких девочек. Обнаруженные улики не дают ключей к разгадке. Между тем убийства продолжаются. Жителями города постепенно овладевает паранойя — они готовы учинить самосуд над каждым, кто заговорит с ребёнком на улице, они начинают подозревать своих соседей… В поисках маньяка полиция проводит регулярные, но безуспешные рейды по воровским притонам. Преступники, которых также пугает жестокость неуловимого маньяка и ещё больше раздражает возросшая активность полиции, мешающая их бизнесу, решают сами поймать и обезвредить убийцу.
В прессу попадает написанное убийцей письмо, в котором тот обещает, что будут новые жертвы.
Полицейский инспектор Карл Ломанн (Отто Вернике) поручает подчинённым проверить списки людей, которые были выписаны из психиатрических лечебниц. Одному из сотрудников удаётся найти улики на Ганса Бекерта (Петер Лорре). В квартире Бекерта оставляют засаду.

Убийца просит пощады

В это время преступное сообщество, возглавляемое Шренкером (Густаф Грюндгенс), с помощью нищих и воров организует тотальную слежку на улицах города, и вскоре слепому продавцу надувных шаров (Георг Йон) удаётся опознать убийцу: мимо него проходит человек, насвистывающий мелодию «В пещере горного короля» из сюиты Эдварда Грига «Пер Гюнт», — эту же мелодию насвистывал мужчина, покупавший у него шар для девочки, позже найденной мёртвой. Один из уличных воров мелом ставит на спину Бекерту опознавательный знак — букву «М» (от немецкого нем. Mörder — убийца). Преступники загоняют маньяка в деловой центр; Бекерту удаётся спрятаться на чердаке. Ночью преступники проникают в деловой центр, связывают охрану, обыскивают здание, находят Бекерта и увозят его за минуту до того, как прибывает полиция. Один из взломщиков не успевает уйти и попадает в руки инспектора Грёбера (Теодор Лоос), который в ходе расследования быстро выясняет, что это было не обычное ограбление — все двери вскрыты, но ничего не похищено. Грёбер советуется с Ломанном, и тот, припугнув взломщика обвинением в убийстве, добивается от него признания в том, что преступники на самом деле ловили в здании маньяка.
Между тем Бекерт предстает перед судом преступного мира – его окружают сотни воров и бандитов. Преступники считают, что должны его уничтожить — если он попадет в руки закона, его снова признают невменяемым и он избежит ответственности. Они и сами пытаются судить его «по закону», и назначенный ими Бекерту адвокат действует так же, как действовал бы адвокат в государственном суде. Но вдруг появляется полиция, и Беккерт идет под законный суд.

## В ролях
- Петер Лорре — Ганс Бекерт
- Отто Вернике — инспектор Карл Ломан
- Теодор Лоос — инспектор Грёбер
- Густаф Грюндгенс — Шренкер
- Фридрих Гнасс — Франц
- Рудольф Блюммер — защитник Бекерта
- Георг Йон — слепой продавец воздушных шариков
- Франц Штайн — министр
- Эрнст Шталь-Нахбаур — шеф полиции
- Эллен Видман — фрау Бекман
- Роза Валетти — Элизабет Винклер

## Создание
Когда в 1930 году Ланг анонсировал постановку фильма под рабочим названием Mörder unter uns (с нем. — «Убийцы среди нас»»), ему стали приходить анонимные письма с угрозами, а также был запрещен доступ в большой павильон в Штаакене. Тогда режиссёр спросил у директора павильона, почему ему отказывают в съёмках фильма о детоубийце из Дюссельдорфа, и в ответ тот протянул ему ключ от павильона. Заметив нацистский значок на лацкане его пиджака, Ланг понял, что нацисты думали, что название намекает на них.
«М» был снят за шесть недель в бывшем эллинге в Штаакене под Берлином для Nero-Film, а не для UFA. Продюсером выступил глава фирмы Nero Сеймур Небенцаль, который позже продюсировал «Завещание доктора Мабузе» Ланга. До того как было выбрано итоговое название, рассматривались такие варианты, как Eine Stadt sucht einen Mörder (Город ищет убийцу) и Dein Mörder sieht Dich an (Твой убийца смотрит на тебя). Во время подготовки к съёмкам фильма Ланг встретился с несколькими убийцами детей, в том числе с Петером Кюртеном. Он снимал в фильме настоящих преступников. По его словам, во время съёмок были арестованы 24 актёра. Петер Лорре сыграл главную роль Ханса Беккерта, снимаясь в фильме днём, а ночью выступая на сцене в спектакле «Квадратура круга» по пьесе Валентина Катаева.
Ланг не изображал на экране никаких сцен насилия или смерти детей и позже сказал, что, только намекал на насилие, заставляя «каждого отдельного зрителя представлять ужасные детали убийства в соответствии с его личным воображением».
По словам различных критиков и обозревателей, «М» основан на истории серийного убийцы Петера Кюртена — вампира из Дюссельдорфа — который орудовал в Германии в 1920-х годах. Ланг отрицал, что брал за основу именно это дело, в интервью в 1963 году с историком кино Джеро Гандертом он сказал: «В то время, когда я решил использовать эту тематику, было много серийных убийц, терроризирующих Германию - Хаарманн, Гроссманн, Кюртен, Денке, [...]». Прообразом инспектора Ломана стал знаменитый начальник берлинской криминальной полиции Эрнст Геннат.

### Лейтмотив
«М» был первым звуковым фильмом Ланга, и режиссёр экспериментировал с новой технологией. Фильм содержит плотную и сложную звуковую дорожку, в отличие от более похожих на театральные постановки "разговорных" фильмов, выпущенных в то время. Звуковое сопровождение включает в себя рассказчика, звуки, издаваемые за или непосредственно в кадре и тревожные минуты молчания перед внезапным шумом. Звук также позволил использовать меньшее количество "склеек" при монтаже фильма, так как звуковые эффекты теперь могли быть использованы в качестве повествовательного элемента.
Это был один из первых фильмов, в котором использовался лейтмотив, техника, заимствованная из оперы, связывающая определенную мелодию с персонажем Лорре, который насвистывает «В пещере Горного Короля» из сюиты Эдварда Грига «Пер Гюнт». Позже в фильме эта мелодия позволяет зрителям узнать, что убийца находится рядом, за кадром. Эта ассоциация музыкальной темы с определённым персонажем или ситуацией теперь является распространённым киноштампом. У Петера Лорре не получалось насвистывать мелодию, и поэтому для записи мелодию насвистывал сам Ланг.

## Релиз
Премьера фильма состоялась в Берлине 11 мая 1931 года в UFA-Palast am Zoo в версии продолжительностью 117 минут. Оригинальный негатив хранится в Федеральном киноархиве в формате 96-минутной версии. В 1960 году была выпущена отредактированная 98-минутная версия. Фильм был восстановлен в 2000 году Нидерландским музеем кино в сотрудничестве с Федеральным киноархивом, Cinemateque Suisse, Kirch Media и ZDF/ARTE. Janus Films выпустил 109-минутную версию в составе своей Criterion Collection с использованием вышеуказанной отреставрированной копии фильма. Из-за необычного соотношения сторон изображения (1,20 : 1), в ранних видеоизданиях фильма кадр был заметно обрезан сверху и снизу.

## Отзывы критиков

### Первоначальные реакция
В обзоре Variety говорится, что фильм был «слишком длинным. Можно было бы спокойно вырезать часть сцен из фильма без потери его качества — и даже улучшив его. Есть ряд повторений и несколько медленных сцен». Грэм Грин сравнил фильм с «просмотром в окуляр микроскопа, через который обнажается запутанный разум, положенный на предметное стекло: любовь и похоть, благородство и порочность, ненависть к себе и отчаяние прыгают на вас из него».

### Современные отзывы
В последующие годы фильм получил широкую критическую оценку и в настоящее время имеет рейтинг одобрения 100% на Rotten Tomatoes, основанный на 53 обзорах, со средней оценкой 9,24 из 10. Консенсус критиков на сайте гласит: «Важный психологический триллер с захватывающими образами, глубокими мыслями о современном обществе и Петером Лорре в его лучшей роли». Фильм также в настоящее время находится на 88 месте в списке фильмов с самым высоким рейтингом, основанном на оценке пользователя на сайте IMDb.
Марк Савлов в обзоре для Austin Chronicle в 1997 году присудил фильму пять звёзд из пяти, назвав его «одним из величайших фильмов немецкого экспрессионизма». Савлов высоко оценил операторскую работу фильма, использование звука и игру Лорре.

## Наследие
Ланг считал «М» своим любимым фильмом из-за критики общества, показанной в фильме. В 1937 году он сказал репортеру, что снял фильм, «чтобы предупредить матерей о том, что они пренебрегают детьми». Фильм вошел в несколько списков лучших кинокартин, как один из величайших когда-либо снятых фильмов. Он был признан лучшим немецким фильмом всех времен с 306 голосами в опросе 324 киножурналистов, кинокритиков, кинематографистов и ценителей киноискусства, организованном Ассоциацией немецких кинематографистов в 1994 году. Фильм входит в список 100 лучших фильмов мирового кинематографа по версии журнала Empire 2010 года. Он указан в киносправочнике «1001 Фильм, которые вы должны увидеть, прежде чем умереть», в котором говорится: «Создав принципы, которые до сих пор используются в фильмах о серийных убийцах, режиссёр Ланг и сценаристка Тея фон Харбу смешивают жалкую жизнь убийцы с безумием полиции, расследующей чудовищные преступления и обращают внимание на вопросы освещения убийств в прессе, действий «народных мстителей» и политического давления со стороны власти, которое как поощряет, так и препятствует работе полиции».
В июле 1934 года, уже после отъезда Ланга из Германии, фильм был запрещён к показу нацистской цензурой, что не стало помехой для использования сцены из фильма в нацистском пропагандистском фильме 1940 года «Вечный жид».

### Ремейки и адаптации
Голливудский ремейк с таким же названием был выпущен в 1951 году, перенеся действие из Берлина в Лос-Анджелес. Глава Nero Films Сеймур Небенцаль и его сын Гарольд спродюсировали фильм для Columbia Pictures. Однажды Ланг сказал репортеру: «Люди спрашивают меня, почему я не хочу переснять «М» на английском. У меня нет причин делать это. Я рассказал все, что хотел, в своём фильме. Теперь у меня есть другие истории, о которых я хочу рассказать». Ремейк был поставлен режиссером Джозефом Лоузи и главную роль исполнил Дэвид Уэйн. Лоузи заявил, что он видел «М» в начале 1930-х годов и пересмотрел его снова незадолго до съемок ремейка, но, по его словам: «Я никогда не опирался на него. Сознательно я повторил только один кадр. Возможно, были бессознательные подражания с точки зрения атмосферы, определенных эпизодов». Лэнг позже сказал, что, когда ремейк был выпущен, у него «были лучшие отзывы в [его] жизни».
В 2003 году «M» был адаптирован для радио драматургом Питером Страуганом и транслировался 2 февраля на BBC Radio 3, а затем повторно на BBC Radio 4 Extra 8 октября 2016 года. Радиопостановка, срежессированная Тоби Свифтом, выиграла «Приз Италии за адаптированную драму» в 2004 году.
Джон Дж. Мут адаптировал сценарий в серию комиксов из четырех частей в 1990 году, которая была переиздана в виде графического романа в 2008 году.
В 2019 году по мотивам фильма был выпущен австрийско-немецкий сериал, состоящий из шести эпизодов.